# The Best of Judas Priest: Living After Midnight
Pour les articles homonymes, voir Best of.
 (février 2022).
Albums de Judas Priest
Jugulator
(1997) '98 Live Meltdown
(1998)
The Best of Judas Priest: Living After Midnight est une compilation du groupe de heavy metal britannique Judas Priest.
L'album contient les plus grands titres du groupe entre 1970 et 1996. L'album est sorti au cours de l'année 1997 sous le label Columbia Records. Mais le disque n'est cependant pas reconnu par le groupe.

## Composition
- Rob Halford : Chant
- K. K. Downing : Guitare
- Glenn Tipton : Guitare
- Ian Hill : Basse
- Scott Travis : - Batterie
- Dave Holland : - Batterie
- Les Binks : - Batterie

## Liste des titres
1. Better by You, Better than Me - 3:24
2. Take on the World - 2:35
3. The Green Manalishi - 3:23
4. Living After Midnight - 3:31
5. Breaking the Law - 2:35
6. United - 2:35
7. Hot Rockin' - 3:17
8. You've Got Another Thing Comin' - 5:09
9. The Hellion/Electric Eye - 4:19
10. Freewheel Burning - 4:22
11. Some Heads Are Gonna Roll - 4:05
12. Turbo Lover - 5:33
13. Ram it Down - 4:48
14. Painkiller - 6:06
15. A Touch of Evil - 5:45
16. Night Crawler - 5:45